# ジャナタ党
ジャナタ党（英: Janata Party または People's Party、ヒンディー語:जनता पार्टी）は、かつてインドに存在した政党。人民党と訳されることもある。
インドでは独立以来インド国民会議派（コングレス党）が一党優位制を維持していたが、各地での地域政党の勃興、党内汚職、インディラ・ガンディー時代の強権政治（特に1975年のインド非常事態宣言）への不信感などにより1970年代より国民の支持を次第に失っていた。
そこで1977年、ローク・サバー（下院）総選挙の直前に国民会議派の反インディラ派にヒンドゥー至上主義政党のインド大衆連盟、地方分権主義者や社会主義者の連合体だったローク・ダルが急遽集まって結成したのがジャナタ党である。

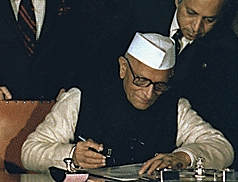
モラルジー・デーサーイー

同党（政党登録が間に合わず、インド・ローク・ダルの名称で選挙に臨んだ）はローク・サバー総選挙で過半数を上回る295議席を獲得して圧勝し、インド初の非・国民会議派政権であるモラルジー・デーサーイー政権を樹立したが、左右各派が反インディラ、反・国民会議派だけを旗印に野合した政党だったため政権獲得後すぐに分裂。首相もチョードリー・チャラン・シンに代わったものの政権を維持できず、1980年のローク・サバー総選挙では分裂した左右両派合計で72議席と壊滅的敗北を喫し、崩壊した。
その後ジャナタ党内の右派は、デーサーイー政権で外相を務めたアタル・ビハーリー・ヴァージペーイーを中心にヒンドゥー至上主義を明確にし、「ヒンドゥトヴァに基づくジャナタ党」として現在まで続くインド人民党を再建した（こうした経緯から同党はまれにインド・ジャナタ党と日本語訳されることがある）。また同党の中間・左派は80年代後半に国民会議派を離脱したヴィシュワナート・プラタープ・シンを中心にジャナタ・ダル（「人民の党」の意）を結成した。このように両党の名称が似通っているのは、同じ政党をルーツとするためである。